# Amchitka
Amchitka (/æmˈtʃɪtkə/; en aleuta: Amchixtax̂; en rus: Амчитка) és una illa volcànica, tectònica i inestable del grup d'illes Rat, situades a les Illes Aleutianes, al sud-oest d'Alaska. És l'únic cementiri nuclear que forma part d'un refugi nacional de fauna salvatge, ja que l'illa està inclosa al Refugi de fauna marítima d'Alaska. L'illa, amb una superfície terrestre d'uns 300 km², té una llargada d'uns 68 km i una amplada d'entre 1,6 i 6,4 km. L'àrea té un clima atlàntic, amb moltes tempestes i cels normalment ennuvolats.
Aquesta illa va estar poblada durant més de 2.500 anys pels aleutians. El 1832 va deixar d'estar-ho de manera permanent i el 1867 es va incloure en la compra d'Alaska pels Estats Units. Durant la Segona Guerra Mundial, les forces nord-americanes van utilitzar l'espai com a camp d'aviació durant la Campanya de les Illes Aleutianes.
La Comissió de l'Energia Atòmica dels Estats Units (AEC) va seleccionar aquest territori per dur-hi a terme detonacions subterrànies d'armes nuclears. S'hi van realitzar tres proves d'aquest tipus. El 1965 es va efectuar una explosió de 80 quilotones que va rebre el nom de Long Shot; el 1969 va ser el torn de l'explosió d'una megatona anomenada Milrow; i el 1971 es va perpetrar amb cinc megatones la prova subterrània més gran feta pels Estats Units, la Cannikin. Les proves van ser molt controvertides i els grups ecologistes temien terratrèmols i tsunamis greus sobretot després de l'explosió de Cannikin. El 1973 l'AEC va marxar de l'illa i ja no s'hi han fet més proves nuclears. Des de llavors s'hi ha controlat la presència de contaminació radioactiva.

## Geografia
Amchitka és l'illa més meridional de les Illes Rat, que forma part de la cadena de les Aleutianes. Es troba entre les coordenades 51° 21′ N, 178° 37′ E / 51.350°N,178.617°E i 51° 39′ N, 179° 29′ E / 51.650°N,179.483°E. Té el mar de Bering al nord i l'est i l'oceà Pacífic al sud i a l'oest.
La part oriental de l'illa és un altiplà baix, amb estanys aïllats i turons de poca pendent. La vegetació és baixa però abundant i es compon de molses, líquens, hepàtiques, falgueres, herbes, ciperàcies i 'èmpetrum. El centre de l'illa és muntanyós, mentre que l'extrem occidental és àrid i la vegetació és escassa.
Té un clima atlàntic, sovint boirós i ventós, ennuvolat el 98% del temps. L'oceà fa que les temperatures siguin moderades, però les tempestes són freqüents. Geològicament és una illa volcànica que forma part d'un petit bloc de l'escorça de l'arc Aleutià trencat per una subducció, un fenomen que passa quan una placa oceànica s'enfonsa sota una altra en un límit de plaques convergent. És una de les zones tectòniques més inestables dels Estats Units.

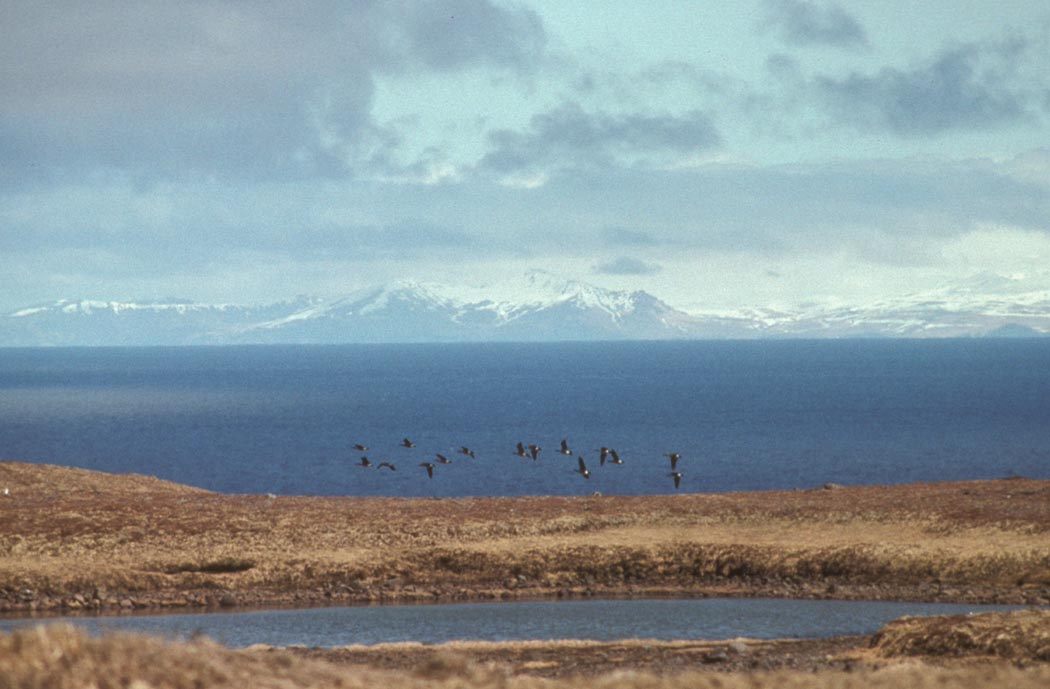
Oques de Hutchins aleutianes volant sobre l'illa d'Amchitka

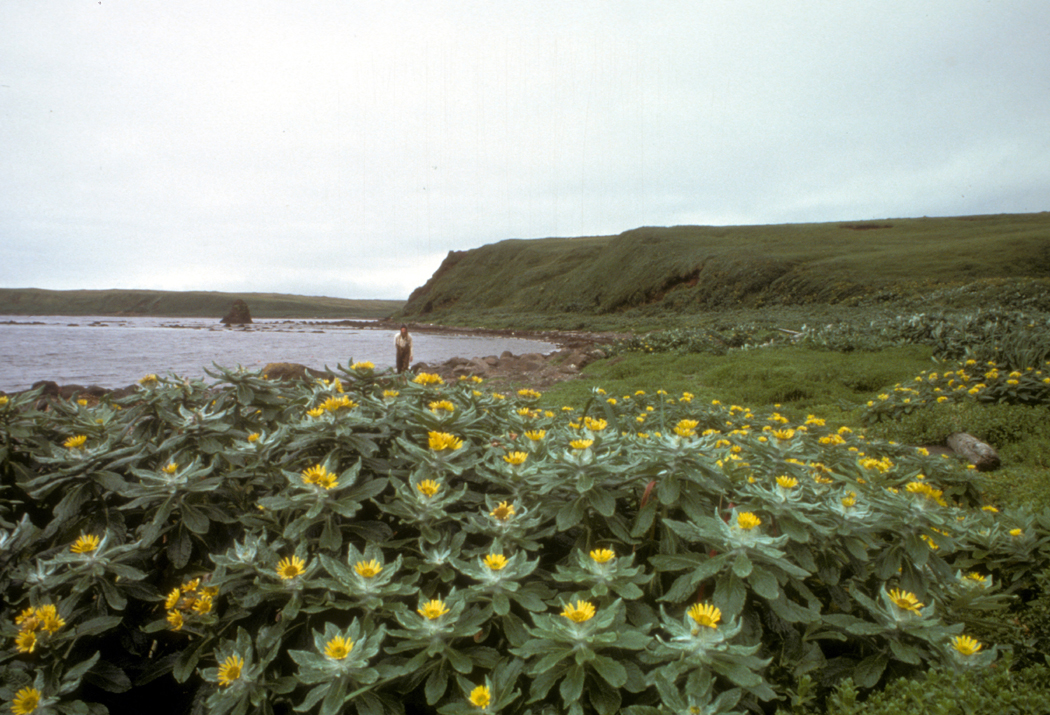
Una platja de l'illa en plena floració de Senecio pseudoarnica

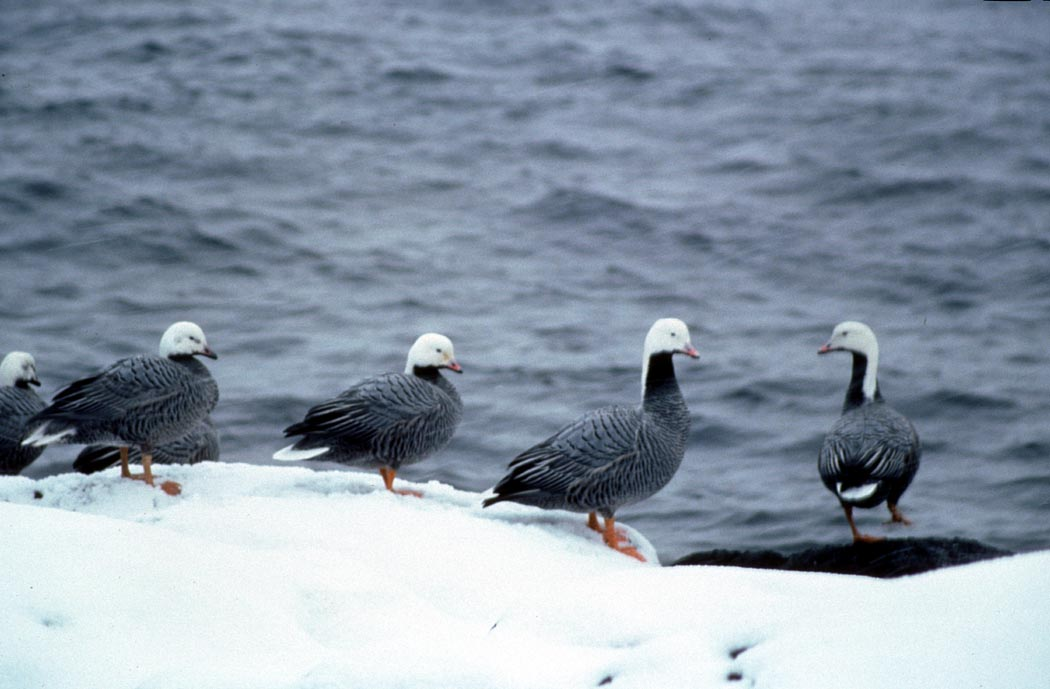
Anser canagicus en una imatge del 2008 a Amchitka

## Fauna i flora
L'impacte del poble aleuta en el medi ambient havia estat «petit» fins l'arribada dels russos la dècada del 1740, quan es va iniciar un període de caça intensa que va afectar principalment la població de llúdrigues i foques. El 1911 l'illa conservava una de les principals poblacions de foques de les illes properes, motiu pel qual el 1913 es va proclamar l'illa com a refugi de la fauna. El 1921 s'hi va introduir la guineu blava d'acord amb els natius i se'n van caçar fins al 1936.
L'ocupació militar de l'illa del 1942 al 1951, amb fins a 10.000 homes, va portar les rates a l'illa i va suposar un gran canvi per a l'illa amb la construcció d'edificis i camins. Del 1951 al 1957, els EUA van impulsar un programa per erradicar les guineus i les rates que va exterminar les primeres i va reduir la xifra de les segones. Els gossos i gats abandonats pel principi de la Segona Guerra Mundial també van desaparèixer.
El paisatge de l'illa entre Milrow i Cannikin no tenia arbres i consistia en un sistema de tundra marítima que experimentava humitat i vent en totes les estacions. La vegetació es restringia als extrems o àrees protegides pel vent, amb zones d'herba i líquens. Hi havia basses i forats sense connexions de drenatge. El paisatge encara no s'havia recuperat de l'impacte de l'ocupació militar del 1942 al 1951.
Pel que fa a la fauna, l'informe del 1970 deia que només hi havia dos tipus de mamífers a l'illa, les rates i els homes. Identificava també tres grups de peixos, Salvelinus malma, gasterostèids i cotoïdeus, així com salmons a la tardor. També s'hi havien identificat 98 espècies d'ocells, entre els quals dominaven els aquàtics, i la majoria només s'aturaven temporalment a l'illa durant les seves migracions. Els ocells d'especial interès que citava eren el pigarg americà, l'oca emperadriu, Troglodytes hiemalis, el pardal melòdic i el falcó pelegrí.
La fauna marina era més rica, amb àmplies extensions d'algues que proveïen invertebrats i peixos d'aliment. Les cinc espècies de salmó del Pacífic tenien molta demanda. Pocs centenars naixien a prop de l'illa. Hi anaven al darrere pescadors japonesos, americans, asiàtics i russos. El 1970 hi havia 2.500 llúdrigues, 750 lleons marins i 350 foques. Alguns d'aquests animals es van traslladar a altres illes abans de les proves nuclears.
Una vegada dutes a terme les proves nuclears, a partir del juliol del 1972 i durant 18 mesos es va desenvolupar una operació per netejar l'illa de l'impacte de les bombes, amb 225 treballadors i un cost de 13 milions de dòlars. També se'n van desmantellar les estacions sísmiques, se'n van segellar les 34 perforacions sísmiques i es van desmuntar diverses instal·lacions, incloent-hi les 400 estructures que perduraven des de la Segona Guerra Mundial. L'AEC va marxar i lliurar l'illa al Departament d'Interior el 8 de setembre del 1973.
El 1974 els EUA van anunciar que l'illa havia estat declarada una «reserva de la biosfera» i el 1976 va passar a formar part del Refugi de fauna marítima d'Alaska. Posteriorment s'han fet nous programes de restauració mediambiental, com el del 1986, que va costar 6,7 milions de dòlars. El radar de llarg abast instal·lat el 1987 va afectar negativament el medi ambient perquè es va perdre 1 km² d'espai pels ocells i generava contaminació. Fins al 1991 encara es cremaven bombes de napalm emmagatzemades a l'illa, però es va suspendre l'activitat perquè es considerava massa perillosa. A principis de la dècada del 2000 es va experimentar amb mètodes per millorar la presència d'espècies en perill d'extinció, com les oques migratòries.

## Història
La història humana d'Amchitka va començar fa almenys 2.500 anys, amb els aleutes. El 1980 es van descobrir restes humanes que daten de l'any 1000 dC.
La primera persona que es coneix que va posar nom a l'illa va ser l'explorador danès Vitus Bering el 1741, que la va anomenar Sant Macari. El 1783 setze nàufrags japonesos entre els quals hi havia el mariner Daikokuya Kōdayū van desembarcar a Amchitka després d'estar set mesos a la deriva. Els nàufrags van rebre les atencions de treballadors russos de l'empresari moscovita Vassili Iàkovlevitx Jígarev i van caçar amb les poblacions indígenes. Sis dels nàufrags van morir en tres anys. Després se sap que la va veure l'explorador anglès Joseph Billings el 1790 i la va visitar l'almirall rus Gleb Xixmariov el 1820.
El juny de 1942 els japonesos van ocupar algunes de les illes aleutianes occidentals amb la intenció d'acabar-se apropiant Amchitka. Ansiosos de foragitar els japonesos, l'estat major dels Estats Units van decidir anar ràpidament a la zona per recuperar el territori. Els nord-americans van decidir bastir una sèrie de camps aeris a l'oest d'Umnak per situar els bombarders que havien d'atacar les forces invasores.
L'exèrcit dels Estats Units va establir bases a 14 indrets, entre ells Adak. Seguint les indicacions del Departament de la Guerra, es va realitzar un primer reconeixement d'Amchitka el setembre del 1942 i es va concloure que seria complicat fer-hi un camp d'aviació. No obstant això, el 13 de desembre van decidir que s'havia d'alçar l'aeroport per evitar que els japonesos fessin el mateix. Per això es va dur a terme una nova missió de reconeixement del 17 al 19 de desembre que va informar que en dues o tres setmanes es podria construir una primera pista d'aterratge i en tres o quatre mesos podien tenir enllestit un aeroport. El pla es va aprovar i es va iniciar el mateix 1942.
Les forces nord-americanes van desembarcar sense oposició a Amchitka el 12 de gener de 1943. Malgrat les condicions meteorològiques adverses i els bombardejos dels japonesos, l'aeroport es va poder començar a utilitzar el 16 de febrer. El comandament d'Alaska estava a 80 km del seu objectiu, que era Kiska. Els militars van acabar construint diversos edificis, carreteres i tres pistes d'aviació a l'illa, un dels quals posteriorment seria reconstruït i utilitzat per la Comissió de l'Energia Atòmica dels Estats Units a finals dels anys seixanta. Al seu punt àlgid hi havia 15.000 soldats a l'illa.
La batalla de les Illes Aleutianes es va acabar amb èxit el 24 d'agost de 1943. Aquest mes es va posar en funcionament una estació d'intercepció estratègica, que es mantindria fins al febrer de 1945. El 31 de desembre del 1949 es va tancar la base de les forces aèries perquè el personal era insuficient. L'exèrcit va tancar la seva instal·lació de comunicacions l'agost del 1950. El 31 de desembre del 1950, la força aèria 2107 de l'Air Weather Group es va endur la darrera persona que tenia a Amchitka i la instal·lació va ser abandonada.
El lloc va allotjar més tard, del 1959 al 1961, un sistema de telecomunicacions de les forces aèries anomenat White Alice. També hi van construir una estació repetidora temporal a la dècada del 1960 i 1970. Entre el 1991 i el 1993 s'hi va instal·lar un prototip de radar de llarga distància del tipus Over-the-horizon per controlar Rússia.

## Demografia
El 1832 l'illa va deixar d'estar habitada de manera permanent pels pobles aleutians, que es van començar a desplaçar periòdicament a les illes circumdants i les aigües properes.
Després de segles d'opressió russa, europea i americana que en alguns moments havia comportat l'esclavitud, les proves nuclears van suposar un cop devastador per la població aleutiana. Entre el 1965 i el 1970 no es va traslladar cap consulta o comunicació als pobles indígenes sobre les proves nuclears ni tampoc s'han fet estimacions posteriors.
L'illa tenia 26 persones el 1990 segons el cens dels Estats Units. Tots havien acabat el batxillerat, 17 tenien estudis universitaris i tots treballaven. Eren molt rics, ja que tenien una renda per capita de 57.117 dòlars quan la renda mitjana dels Estats Units era de 17.610 dòlars. Probablement eren científics americans. Aquesta va ser l'única vegada que va aparèixer al cens, ja que el 2000 va deixar de sortir-hi.

## Proves nuclears

### Plans

Les ubicacions de les proves nuclears a Amchitka.

Amb la retirada de les forces militars de l'illa el 1950, el Departament de Defensa dels Estats Units va considerar per primera vegada la possibilitat de fer-la servir per a les proves nuclears previstes per al 1951. Els informes sobre la potencial formació de cràters a causa de les armes nuclears indiquen que es van idear plans per detonar 20 quilotones. Després d'haver fet 34 forats d'assaig, el lloc es va considerar inadequat, i el projecte es va traslladar al camp de proves de Nevada.
A finals de la dècada del 1950 els científics es van adonar que calia millorar el coneixement sismològic per detectar les explosions nuclears subterrànies soviètiques. El test Rainier de 17 quilotones, que formava part de l'operació Plumbbob que es va desenvolupar a Nevada, va produir elevats registres sísmics, però es va comparar amb un terratrèmol ordinari. El 1959, James Rhyne Killian, assistent del president de Ciència i Tecnologia, es va incorporar a la comissió de millora sísmica amb el doble objectiu de millorar els instruments sísmics de manera global i investigar amb més profunditat els efectes sísmics de les explosions nuclears. Aquesta comissió posteriorment va recomanar el programa de proves que es va conèixer amb el nom de Vela Uniform, que formaria part del projecte Vela. El projecte el va activar finalment l'administració Eisenhower.
Juntament amb la Comissió d'Energia Atòmica, el Departament de Defensa va començar a avaluar Amchitka per fer-hi les proves Vela Uniform.

### Long Shot

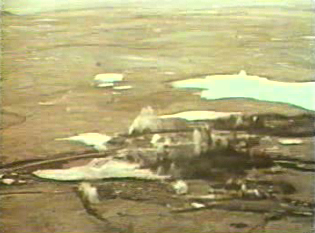
Aquesta gravació encara mostra el desplaçament provocat per la prova subterrània de Long Shot.

Per dur a terme la prova del Vela Uniform anomenada Long Shot ('Tir llarg') 51° 25′ 35.84″ N, 179° 11′ 14.13″ E / 51.4266222°N,179.1872583°E el Departament de Defensa va ocupar Amchitka de 1964 a 1966 i l'AEC va proporcionar el dispositiu, els instruments de mesura i el suport científic. L'objectiu era «determinar el comportament i les característiques dels senyals sísmics generats per detonacions nuclears i diferenciar-los dels senyals sísmics generats per terratrèmols que es produeixen de manera natural».
Tot i que no es donaria a conèixer públicament fins al 18 de març de 1965, els alts funcionaris d'Alaska van ser notificats el febrer anterior. Després del devastador terratrèmol d'Alaska del 27 de març de 1964, el governador va manifestar la seva preocupació pels efectes psicològics de la prova sobre la població. Però se'n va oblidar ràpidament.
Long Shot es va detonar el 29 d'octubre de 1965 i el rendiment va ser de 80 quilotones. Va ser la primera prova subterrània en una zona remota i la primera prova gestionada pel Departament de Defensa. Tot i que no hi va haver un col·lapse superficial, es va trobar triti i criptó a la superfície després de la prova; tot i que no es va fer públic fins al 1969.

### Milrow i Cannikin
Tot i que es va realitzar com a part del programa de proves d'armes nuclears, «el propòsit del test Milrow era provar una illa, no una arma». Es tractava d'un «tret de calibració» destinat a produir dades a partir de les quals es podria preveure l'impacte d'explosions més grans i, concretament, determinar si la detonació de Cannikin prevista es podia fer amb seguretat. Milrow va ser detonat el 2 d'octubre de 1969 51° 24′ 52.06″ N, 179° 10′ 44.84″ E / 51.4144611°N,179.1791222°E, amb un rendiment aproximat d'1 a 1,2 megatones.
L'ona de xoc va arribar a la superfície amb una acceleració de més de 340 metres per segon, provocant una mena de cúpula en la superfície terrestre, aproximadament de 3 km de radi, que es va elevar uns 5 metres. L'explosió «va convertir el mar que els envoltava en fang» i «va forçar guèisers de fang i aigua en els corrents i llacs locals que es van elevar 15 metres en l'aire» El material que es va ensorrar a la cavitat formada per l'explosió va generar un Cràter d'enfonsament.
Cannikin havia de servir per provar el disseny de l'interceptor de míssils antibalístics (ABM) Spartan, un element de gran rendiment que «produïa quantitats abundants de rajos X i minimitzava la sortida de fissió i restes per evitar l'apagada dels sistemes de radar ABM». La prova «mesuraria el rendiment del dispositiu, el flux de radi i l'espectre, i garantiria el desplegament d'un disseny fiable».

#### Polèmica
Pocs dies després de la prova de Milrow, el comitè de l'organització antinuclear Don't Make A Wave ('No facis una onada') va organitzar una reunió a Vancouver, al Canadà. El nom del comitè es referia a les prediccions fetes per un periodista de Vancouver anomenat Bob Hunter, que després seria membre de Greenpeace. Va escriure que la prova provocaria terratrèmols i un tsunami. Es van tractar les divisions entre els ecologistes sobre si havien de centrar els esforços en lluitar contra una altra explosió o calia ampliar l'abast de les protestes per anar contra totes les amenaces percebudes contra el medi ambient. En abandonar la trobada, un home es va acomiadar amb la tradicional salutació de la pau. «Converteix-la en una pau verda», va respondre un altre membre. Eren els inicis de Greenpeace.
L'AEC va defensar que generar un terratrèmol greu era «molt improbable» si no es donava la circumstància que un terratrèmol natural fos imminent en una falla propera i va afegir que un tsunami era «encara més improbable». Altres no hi estaven d'acord. Russell Train, que aleshores era president del Consell de Qualitat Ambiental, va argumentar que «l'experiència amb Milrow... no proporciona una base segura per a l'extrapolació. En els fenòmens altament no lineals implicats en la generació de terratrèmols, pot haver-hi un valor llindar de la soca que s'ha de superar abans de l'inici d'un gran terratrèmol... L'explosió subterrània podria servir com la primera d'una filera de fitxes de dòmino i produir un gran terratrèmol... de la mateixa manera que en el cas dels terratrèmols, en aquest moment no és possible avaluar quantitativament la probabilitat d'un tsunami per l'explosió».

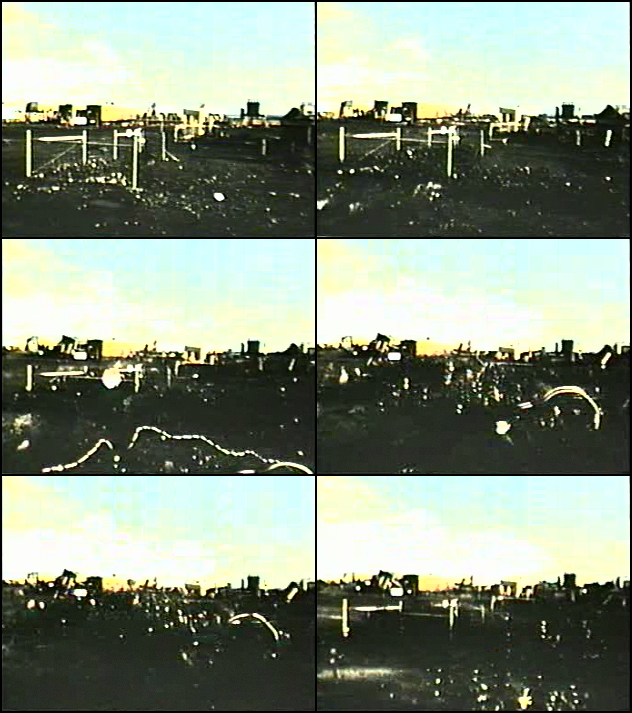
Les imatges de pel·lícula de la prova de Cannikin mostren els efectes a la superfície de la detonació de cinc megatones, equivalents a un terratrèmol de grau 7.

El juliol del 1971, un grup anomenat Comitè per a la Responsabilitat Nuclear va presentar una demanda contra l'AEC, demanant al tribunal que suspengués la prova. La demanda no va reeixir, el Tribunal Suprem va rebutjar la demanda per 4 vots contra 3, i Richard Nixon va autoritzar personalment la prova que va costar 200 milions de dòlars, malgrat les objeccions del Japó, el Perú i Suècia. «Allò que el Tribunal no sabia, però, va ser que sis agències federals, inclosos els departaments d'Estat i Interior, i la desapareguda EPA, havien presentat objeccions greus al test de Cannikin, que anàven des de problemes ambientals i de salut fins a problemes legals i diplomàtics. Nixon va emetre una ordre executiva per evitar que es publiquessin els comentaris crítics.» El comitè Don't Make A Wave va llogar un vaixell per navegar a l'illa per protestar, però a causa de les condicions meteorològiques no van poder arribar a la seva destinació.

#### Prova de Cannikin
Cannikin es va detonar el 6 de novembre de 1971 51° 28′ 13.20″ N, 179° 6′ 40.75″ E / 51.4703333°N,179.1113194°E, com la tretzena prova de la sèrie de proves nuclears subterrànies de l'Operació Grommet (1971-1972). El rendiment anunciat va ser de 5 megatones, el test nuclear subterrani més gran de la història dels Estats Units. Les estimacions del rendiment precís oscil·len entre 4,4 i 5,2 megatones. El sòl es va aixecar 6 metres per una força explosiva de gairebé 400 vegades la potència de la bomba d'Hiroshima. La subsidència i la fallida del lloc van crear un nou llac de centenars de metres d'amplada. L'explosió va causar un xoc sísmic de 7,0 a l'escala de Richter, provocant despreniments de roques i esllavissades de 3.300 m². Tot i que els terratrèmols i tsunamis previstos pels ecologistes no es van produir, sí que hi va haver petits esdeveniments tectònics en les setmanes següents, alguns dels quals de quatre graus, per la interacció de l'explosió amb tensions tectòniques puntuals.

### Des del 1973
L'AEC va marxar de l'illa el 1973, tot i que els científics van continuar visitant l'illa amb finalitats de seguiment. El 2001 el Departament d'Energia va tornar a l'illa per eliminar la contaminació ambiental. Els forats de fang de la perforació es van estabilitzar barrejant-los amb terra neta i recobrint-los amb una membrana de polièster, rematada amb terra i sembrada.
Algunes veus s'han mostrat preocupades que es puguin generar noves fissures al sòl, la qual cosa permetria filtrar materials radioactius a l'oceà. Un estudi de Greenpeace del 1996 va concloure que Cannikin estava filtrant tant plutoni com americi al medi ambient. El 2004, submarinistes científics de la Universitat d'Alaska a Fairbanks van recollir organismes del litoral a poca profunditat i van determinar que no hi havia «indicis de cap fuga radioactiva». Un estudi del 2006 va arribar a conclusions semblants en determinar que els nivells de plutoni «[eren] molt baixos i sense rellevància biològica».
El Departament d'Energia continua supervisant l'indret com a part del seu programa de reparació. Es preveu que continuï fins al 2025 i després es pretén convertir la zona en un espai per a la conservació de la vida salvatge amb accés restringit.
| Nom       | Data (GMT)                   | Ubicació                                               | Rendiment       | Tipus                  |
| --------- | ---------------------------- | ------------------------------------------------------ | --------------- | ---------------------- |
| Long Shot | 21:00, 29 d'octubre de 1965  | 51° 26′ 12″ N, 179° 10′ 47″ E / 51.43655°N,179.17976°E | 80 kt (330 TJ)  | 2,343 ft (714 m) eix   |
| Milrow    | 22:06, 2 d'octubre de 1969   | 51° 24′ 56″ N, 179° 10′ 48″ E / 51.41559°N,179.17992°E | ~ 1 Mt (4.2 PJ) | 4,002 ft (1,220 m) eix |
| Cannikin  | 22:00, 6 de novembre de 1971 | 51° 28′ 11″ N, 179° 06′ 12″ E / 51.46961°N,179.10335°E | < 5 Mt (21 PJ)  | 6,104 ft (1,860 m) eix |